# Констракта
Ана Ђурић (рођ. Игњатовић; Београд, 12. октобар 1978), позната под уметничким именом Констракта, српска је певачица, текстописац и архитекта. Пре него што је 2019. покренула соло каријеру, истакла се као главни вокалиста инди поп групе Земља грува!, која је основана 2007.
Победила је на Песми за Евровизију ’22 и представљала Србију на Песми Евровизије 2022. у Торину, са песмом In corpore sano, која је заузела пето место. Држала је рекорд као српска извођач који је достигао највећи број месечних слушалаца на стриминг-платформи Spotify са више од 1,3 милиона у мају 2022.

## Биографија
Псеудоним Констракта је дала сама себи, када је имала 20 година јер је волела да компонује риме на специфичан начин, математички, што је у складу са њеном професијом, архитектуром. Псеудоним значи бити рационално емоционалан. Као варијанта псеудонима јавља се и енглески, латинични облик Constructa, са којим се Ана најпре представила као члан бенда Mistakemistake. Касније се Ана под истим обликом алијаса бавила архитектуром.

### Лични живот
Отац Ане Игњатовић-Ђурић је новинар и политичар Слободан Игњатовић, бивши министар информисања у Влади Савезне Републике Југославије.
Рођена је и одрасла у новобеоградском блоку 62, где је похађала ОШ „Ужичка Република” (данас ОШ „Кнегиња Милица”). Констракта је дипломирала на Архитектонском факултету Универзитета у Београду. Године 2009. удала се за колегу архитекту Милана Ђурића са којим има сина Николу и ћерку Лену.
Констракта и њена ћерка Лена се појављују у музичком споту Марије Жежељ за песму Louder Than a Drum из 2017. године.
Појављује се и учествује у филму Небеска тема о Влади Дивљану 2019. године.
Године 2020. била је једна од учесница конференције о превенцији пушења „Да ли се чујемо?".
Од 2023. године Констракта је амбасадорка програма Нова писменост, који се фокусира на унапређење медијске и дигиталне писмености. Овај програм спроводи Propulsion заједно са Америчком агенцијом за међународни развој (USAID).

## Каријера

### Земља грува!
Свој деби имала је са мање познатим бендом Mistakemistake, али је полако постајала познатија као главни певач бенда из Београда под називом Земља грува!, који је настао 2007. године. Објавили су три албума: WTF Is Gruveland? (2010), Дино у Земљи Грува (2013), који је инспирисан песмама хрватског певача Дина Дворника, и Шта стварно желиш? (2016). Неки од најпознатијих хитова овог бенда укључују: Најлепше жеље (2010), Нисам знала да сам ово хтела (2011) и Јаче манијаче (2013). Бенд Земља грува! учествовао је на музичком фестивалу Беовизија 2008. и 2009. године са песмама Чудесни светови и Свеједно ми је.
Констракта је ауторка многих песама овог бенда. Неке од њих су: Нисам знала да сам ово хтела, Мама, Туга, Ђанго.
Мирослав Ничић, некадашњи гитариста и један од твораца бенда Земља грува!. Демо верзију песме Бескрајно коју је направио под псеудонимом Тата Мики, отпевану и снимљену у болничкој соби док је чекао трансплантацију коштане сржи, обрадили су 2019. године Констракта и Земља грува! након његове смрти.

### 2019—2021: почетак соло каријере
Прва соло песма под овим псеудонимом објављена је 2019. године, под називом Жваке. Њен други самостални сингл се зове Неам шамана (2020), за који каже да је инспирација текст који је прочитала о Емини Јаховић, која је потражила помоћ од шамана након развода. Пошто то звучи цинично, нагласила је да Емину воли, поготово као колегиницу која је такође текстописац. Обе песме су део пројекта „ЈБГ".

### 2022: Триптих, Песма Евровизије и Егзит
Констракта је 28. фебруара 2022. објавила свој пројекат Триптих, 12-минутни музички спот за три песме – Нобл, In corpore sano (У здравом телу) и Мекано. Концепт је била идеја саме Констракте, уз Ану Родић и Мају Узелац, од којих је потоња и режирала спот. Спот и песме илуструју савремени живот у Србији, свака на свој начин.
 Дана 8. фебруара 2022. објављена је њена песма под називом In corpore sano за Песму за Евровизију ’22, који је организовала Радио-телевизија Србије да изабере представника Србије на Песми Евровизије 2022. године. Наступила је као аутсајдер, али је својим наступом у првом полуфиналу Песме за Евровизију ’22 убрзо стекла популарност и пласирала се у финале такмичења, које се одвило 5. марта 2022. године. Констракта је победила у гласању и стручног жирија и публике (са 31,34% свих пристиглих гласова), и постала представник Србије на Песми Евровизије 2022. Песму In corpore sano компоновала је са колегом из Земље грува! Милованом Бошковићем. Поред велике подршке публике, добила је и похвале разних јавних личности као што су Патријарх Порфирије и Новак Ђоковић.
Наступала је у другом полуфиналу Песме Евровизије 2022. и успела је да се пласира у финале. У финалу је заузела пето место (четврто место код гласања публике, једанаесто место код гласања жирија), док је после финала откривено да је Констракта у полуфиналу заузела треће место (девето место код гласања жирија, друго место код гласања публике).
Одмах након завршетка такмичења, Констракта са песмом In corpore sano постаје прва српска музичарка који се појавила на Spotify листи: Viral Global Songs 50. Дебитовала је у топ 23, а постигла је и 7. место на овој листи 19. маја 2022. године.
Дана 19. априла 2022, објављено је да ће Констракта наступити на новосадском фестивалу Егзит. То је и учинила 10. јула исте године и тако постала прва српска певачица која наступа као једна од главних звезда (хедлајнује) на том фестивалу.
Дана 14. октобра, Констракта је открила да је ушла у разматрање за 65. годишње награде Греми у две категорије: Најбољи светски музички наступ (за изведбу песме In corpore sano) и Најбољи нови извођач.

### 2023—данас:Ево, обећавам,Ново бољеиСкуп слова
У јануару 2023. године, Констракта је наступила заједно са бендом Коикои на музичком фестивалу „Eurosonic Noorderslag” у Гронингену.
Дана 1. марта, Констракта је премијерно извела песму Ево, обећавам! током првог полуфинала такмичења Песма за Евровизију ’23, српског националног финала за Песму Евровизије 2023.
Сингл је написан у омнибус форми, и подељен је у три дела: Депресивна сам, Анксиозан сам и Обећај ми, који се баве темама депресије и анксиозности. Музички спот објављен је исте вечери и такође је подељен на три дела у складу са песмом, при чему је сваки део режирао различит редитељ.
Дана 21. децембра 2023, објављено је да ће учествовати на такмичењу Песма за Евровизију '24, српском националном финалу за Песму Евровизије 2024, са песмом Ново, боље.
Након наступа који је био самореференцијалан, самоироничан и у великој мери инспирисан извођењем песме In corpore sano од пре две године, песма се пласирала у финале, где је завршила на четвртом месту.
Инспирисана слоганом Александра Вучића „Брже, јаче, боље“, песма се бави празним обећањима политичара о бољој будућности; сценски наступ био је скоро идентичан оном од пре две године, као метафора за промену која никада не долази.
Дана 19. септембра 2024, одржала је први солистички концерт са Земљом грува у реновираном Сава центру.
Године 2025. је објавила 4 сингла као део пројекта Скуп слова, у ком пева о технологији, повезаности људи и технологије, као и вештачкој интелигенцији.

## Награде и номинације
| Година | Награда                 | Категорија                        | Рад        | Исход         | Реф.          |
| ------ | ----------------------- | --------------------------------- | ---------- | ------------- | ------------- |
| 2022.  | Песма за Евровизију     |                                   |            | 1. место      | [ 57 ]        |
| 2022.  | Песма Евровизије        |                                   | 5. место   | [ 5 ]         |               |
| 2022.  | Евровизијске награде    | Најбољи текст                     | Освојено   | [ 58 ]        |               |
| 2022.  | Евровизијске награде    | Најбоља кореографија              | Номинација | [ 58 ]        |               |
| 2022.  | Евровизијске награде    | Најиновативнија сценографија      | Освојено   | [ 58 ]        |               |
| 2022.  | Награде Марсел Безенсон | Награда за уметнички наступ       | Освојено   | [ 59 ]        |               |
| 2023.  | Music Awards Ceremony   | Алтернативна поп нумера           | Номинација | [ 60 ]        |               |
| 2023.  | Music Awards Ceremony   | Музички видео                     | Номинација | [ 61 ] [ 62 ] |               |
| 2023.  | Music Awards Ceremony   | Вирал нумера                      | Номинација | [ 63 ] [ 64 ] |               |
| 2023.  | Music Awards Ceremony   | Golden MAC                        | Она        | Освојено      |               |
| 2023.  | Music Awards Ceremony   | Допринос међународној музици      | Она        | Освојено      |               |
| 2023.  | BeFem награде           | Феминистички допринос поп култури | Она        | Освојено      | [ 65 ]        |
| 2024.  | Песма за Евровизију     |                                   | Ново, боље | 4. место      | [ 30 ] [ 66 ] |

### Остале награде
- Награда Друштва архитеката Београда[67]

## Дискографија

### Синглови
| Назив                          | Година | Највише место на топ-листи | Највише место на топ-листи | Највише место на топ-листи | Највише место на топ-листи | Највише место на топ-листи | Највише место на топ-листи | Албум                            |
| Назив                          | Година | ХРВ                        | ЛТУ                        | ИСЛ                        | ХОЛ                        | ШВЕ                        | ГРЕ                        | Албум                            |
| ------------------------------ | ------ | -------------------------- | -------------------------- | -------------------------- | -------------------------- | -------------------------- | -------------------------- | -------------------------------- |
| Жваке                          | 2019.  | —                          | —                          | —                          | —                          | —                          | —                          | Бити здрава                      |
| Неам шамана                    | 2020.  | —                          | —                          | —                          | —                          | —                          | —                          | Бити здрава                      |
| In corpore sano                | 2022.  | 1                          | 11                         | 15                         | 19                         | 63                         | 80                         | Триптих и Бити здрава            |
| Мекано                         | 2022.  | —                          | —                          | —                          | —                          | —                          | —                          | Триптих и Бити здрава            |
| Нобл                           | 2022.  | —                          | —                          | —                          | —                          | —                          | —                          | Триптих и Бити здрава            |
| Ево, обећавам!                 | 2023.  | —                          | —                          | —                          | —                          | —                          | —                          | Бити здрава                      |
| Пут                            | 2023.  | —                          | —                          | —                          | —                          | —                          | —                          | Музика из филма „Чувари формуле” |
| О, класје моје (са Магнификом) | 2023.  | —                          | —                          | —                          | —                          | —                          | —                          | Музика из серије „Лектизер”      |
| Ново, боље                     | 2024.  | —                          | —                          | —                          | —                          | —                          | —                          | сингл без албума                 |
| Забава                         | 2024.  | —                          | —                          | —                          | —                          | —                          | —                          | сингл без албума                 |
| Шта ће мени ко                 | 2025.  | —                          | —                          | —                          | —                          | —                          | —                          | Скуп слова (ЕП)                  |
| Муве                           | 2025.  | —                          | —                          | —                          | —                          | —                          | —                          | Скуп слова (ЕП)                  |
| Lorem ipsum                    | 2025.  | —                          | —                          | —                          | —                          | —                          | —                          | Скуп слова (ЕП)                  |
| Заувек, сине                   | 2025.  | —                          | —                          | —                          | —                          | —                          | —                          | Скуп слова (ЕП)                  |